# Plagodis arrogaria
Plagodis arrogaria là một loài bướm đêm trong họ Geometridae.